# Lista di asteroidi (349001-350000)
Di seguito una lista di asteroidi dal numero 349001 al 350000 con data di scoperta e scopritore.

## 349001-349100
| Nome     | Designazione provvisoria | Data di scoperta  | Scopritore        |
| -------- | ------------------------ | ----------------- | ----------------- |
| 349001 - | 2006 UT246               | 27 ottobre 2006   | Mt. Lemmon Survey |
| 349002 - | 2006 UY249               | 27 ottobre 2006   | Mt. Lemmon Survey |
| 349003 - | 2006 UW267               | 27 ottobre 2006   | CSS               |
| 349004 - | 2006 UU268               | 27 ottobre 2006   | Mt. Lemmon Survey |
| 349005 - | 2006 UT270               | 27 ottobre 2006   | Mt. Lemmon Survey |
| 349006 - | 2006 UZ273               | 27 ottobre 2006   | Spacewatch        |
| 349007 - | 2006 UA274               | 27 ottobre 2006   | Spacewatch        |
| 349008 - | 2006 UJ274               | 27 ottobre 2006   | Spacewatch        |
| 349009 - | 2006 UK274               | 27 ottobre 2006   | Spacewatch        |
| 349010 - | 2006 UO275               | 28 ottobre 2006   | Molnar, L. A.     |
| 349011 - | 2006 UP277               | 2 ottobre 2006    | Mt. Lemmon Survey |
| 349012 - | 2006 UG282               | 28 ottobre 2006   | Mt. Lemmon Survey |
| 349013 - | 2006 UM285               | 28 ottobre 2006   | Spacewatch        |
| 349014 - | 2006 UC288               | 29 ottobre 2006   | Spacewatch        |
| 349015 - | 2006 UF289               | 14 ottobre 2006   | Lulin             |
| 349016 - | 2006 UV289               | 31 ottobre 2006   | Spacewatch        |
| 349017 - | 2006 UA331               | 16 ottobre 2006   | Becker, A. C.     |
| 349018 - | 2006 UD352               | 26 ottobre 2006   | Wiegert, P. A.    |
| 349019 - | 2006 UE358               | 21 ottobre 2006   | Mt. Lemmon Survey |
| 349020 - | 2006 UJ361               | 21 ottobre 2006   | CSS               |
| 349021 - | 2006 VB7                 | 10 novembre 2006  | Spacewatch        |
| 349022 - | 2006 VE9                 | 11 novembre 2006  | CSS               |
| 349023 - | 2006 VD11                | 11 novembre 2006  | Mt. Lemmon Survey |
| 349024 - | 2006 VC13                | 1º novembre 2006  | CSS               |
| 349025 - | 2006 VP16                | 9 novembre 2006   | Spacewatch        |
| 349026 - | 2006 VU17                | 9 novembre 2006   | Spacewatch        |
| 349027 - | 2006 VG22                | 10 novembre 2006  | Spacewatch        |
| 349028 - | 2006 VH24                | 10 novembre 2006  | Spacewatch        |
| 349029 - | 2006 VN31                | 26 settembre 2006 | Mt. Lemmon Survey |
| 349030 - | 2006 VA32                | 11 novembre 2006  | Mt. Lemmon Survey |
| 349031 - | 2006 VR36                | 16 ottobre 2006   | CSS               |
| 349032 - | 2006 VU37                | 11 novembre 2006  | NEAT              |
| 349033 - | 2006 VT42                | 12 novembre 2006  | Mt. Lemmon Survey |
| 349034 - | 2006 VW48                | 10 novembre 2006  | Spacewatch        |
| 349035 - | 2006 VD49                | 10 novembre 2006  | Spacewatch        |
| 349036 - | 2006 VD54                | 31 ottobre 2006   | Spacewatch        |
| 349037 - | 2006 VA62                | 11 novembre 2006  | Spacewatch        |
| 349038 - | 2006 VS62                | 11 novembre 2006  | Spacewatch        |
| 349039 - | 2006 VS65                | 11 novembre 2006  | Spacewatch        |
| 349040 - | 2006 VM74                | 11 novembre 2006  | Mt. Lemmon Survey |
| 349041 - | 2006 VF84                | 13 novembre 2006  | Mt. Lemmon Survey |
| 349042 - | 2006 VN85                | 21 ottobre 2006   | Spacewatch        |
| 349043 - | 2006 VK101               | 11 novembre 2006  | Spacewatch        |
| 349044 - | 2006 VC122               | 14 novembre 2006  | Healy, D.         |
| 349045 - | 2006 VK126               | 25 settembre 2006 | Spacewatch        |
| 349046 - | 2006 VD134               | 15 novembre 2006  | Mt. Lemmon Survey |
| 349047 - | 2006 VJ142               | 14 novembre 2006  | Spacewatch        |
| 349048 - | 2006 VQ149               | 9 novembre 2006   | NEAT              |
| 349049 - | 2006 VC170               | 11 novembre 2006  | Spacewatch        |
| 349050 - | 2006 VH171               | 11 novembre 2006  | Spacewatch        |
| 349051 - | 2006 WQ2                 | 19 novembre 2006  | Needville         |
| 349052 - | 2006 WA11                | 16 novembre 2006  | LINEAR            |
| 349053 - | 2006 WB40                | 16 novembre 2006  | Spacewatch        |
| 349054 - | 2006 WD52                | 1º novembre 2006  | Mt. Lemmon Survey |
| 349055 - | 2006 WK78                | 18 novembre 2006  | Spacewatch        |
| 349056 - | 2006 WR83                | 18 novembre 2006  | Spacewatch        |
| 349057 - | 2006 WL107               | 19 novembre 2006  | CSS               |
| 349058 - | 2006 WX133               | 18 novembre 2006  | Mt. Lemmon Survey |
| 349059 - | 2006 WQ142               | 20 novembre 2006  | Spacewatch        |
| 349060 - | 2006 WQ156               | 22 novembre 2006  | Mt. Lemmon Survey |
| 349061 - | 2006 WR177               | 23 novembre 2006  | Mt. Lemmon Survey |
| 349062 - | 2006 WN191               | 27 novembre 2006  | Spacewatch        |
| 349063 - | 2006 XA                  | 1º dicembre 2006  | CSS               |
| 349064 - | 2006 XQ6                 | 9 dicembre 2006   | NEAT              |
| 349065 - | 2006 XC11                | 10 dicembre 2006  | Spacewatch        |
| 349066 - | 2006 XF18                | 28 settembre 2006 | Spacewatch        |
| 349067 - | 2006 XS63                | 9 dicembre 2006   | NEAT              |
| 349068 - | 2006 YT13                | 26 dicembre 2006  | CSS               |
| 349069 - | 2006 YX19                | 25 dicembre 2006  | Sarneczky, K.     |
| 349070 - | 2007 AW9                 | 15 dicembre 2006  | Spacewatch        |
| 349071 - | 2007 AU19                | 8 gennaio 2007    | Spacewatch        |
| 349072 - | 2007 AN26                | 9 gennaio 2007    | Mt. Lemmon Survey |
| 349073 - | 2007 AQ27                | 9 gennaio 2007    | Spacewatch        |
| 349074 - | 2007 BM8                 | 25 gennaio 2007   | LONEOS            |
| 349075 - | 2007 BJ46                | 26 gennaio 2007   | Spacewatch        |
| 349076 - | 2007 BJ67                | 27 gennaio 2007   | Mt. Lemmon Survey |
| 349077 - | 2007 BZ100               | 27 gennaio 2007   | Spacewatch        |
| 349078 - | 2007 CT14                | 7 febbraio 2007   | Mt. Lemmon Survey |
| 349079 - | 2007 CP24                | 8 febbraio 2007   | Mt. Lemmon Survey |
| 349080 - | 2007 CL49                | 10 febbraio 2007  | Mt. Lemmon Survey |
| 349081 - | 2007 CB55                | 10 febbraio 2007  | Mt. Lemmon Survey |
| 349082 - | 2007 DR3                 | 30 settembre 2005 | Spacewatch        |
| 349083 - | 2007 DT8                 | 17 febbraio 2007  | Spacewatch        |
| 349084 - | 2007 DO9                 | 17 febbraio 2007  | Spacewatch        |
| 349085 - | 2007 DK35                | 17 febbraio 2007  | Spacewatch        |
| 349086 - | 2007 DX52                | 19 febbraio 2007  | Mt. Lemmon Survey |
| 349087 - | 2007 DD53                | 19 febbraio 2007  | Mt. Lemmon Survey |
| 349088 - | 2007 DK67                | 12 settembre 2001 | LINEAR            |
| 349089 - | 2007 DZ89                | 27 gennaio 2007   | Mt. Lemmon Survey |
| 349090 - | 2007 DO95                | 23 febbraio 2007  | Spacewatch        |
| 349091 - | 2007 ED48                | 9 marzo 2007      | Spacewatch        |
| 349092 - | 2007 ER64                | 10 marzo 2007     | Spacewatch        |
| 349093 - | 2007 EG67                | 10 marzo 2007     | Spacewatch        |
| 349094 - | 2007 EM73                | 10 marzo 2007     | Mt. Lemmon Survey |
| 349095 - | 2007 ET78                | 10 marzo 2007     | NEAT              |
| 349096 - | 2007 ED102               | 11 marzo 2007     | Spacewatch        |
| 349097 - | 2007 ET154               | 2 gennaio 2000    | Spacewatch        |
| 349098 - | 2007 EN175               | 14 marzo 2007     | Spacewatch        |
| 349099 - | 2007 ES212               | 8 marzo 2007      | NEAT              |
| 349100 - | 2007 EQ220               | 30 agosto 2005    | Spacewatch        |

## 349101-349200
| Nome     | Designazione provvisoria | Data di scoperta  | Scopritore               |
| -------- | ------------------------ | ----------------- | ------------------------ |
| 349101 - | 2007 EN221               | 15 marzo 2007     | Mt. Lemmon Survey        |
| 349102 - | 2007 FN12                | 18 marzo 2007     | Spacewatch               |
| 349103 - | 2007 FH31                | 20 marzo 2007     | Mt. Lemmon Survey        |
| 349104 - | 2007 FH33                | 9 marzo 2007      | Spacewatch               |
| 349105 - | 2007 GQ8                 | 7 aprile 2007     | Mt. Lemmon Survey        |
| 349106 - | 2007 GT13                | 11 aprile 2007    | Spacewatch               |
| 349107 - | 2007 GA18                | 11 aprile 2007    | Spacewatch               |
| 349108 - | 2007 GD18                | 11 aprile 2007    | Spacewatch               |
| 349109 - | 2007 GQ19                | 11 aprile 2007    | Spacewatch               |
| 349110 - | 2007 GW23                | 11 aprile 2007    | Spacewatch               |
| 349111 - | 2007 GH24                | 11 aprile 2007    | Spacewatch               |
| 349112 - | 2007 GJ24                | 11 aprile 2007    | Spacewatch               |
| 349113 - | 2007 GL25                | 13 aprile 2007    | Siding Spring Survey     |
| 349114 - | 2007 GT35                | 13 marzo 2007     | Mt. Lemmon Survey        |
| 349115 - | 2007 GR36                | 14 aprile 2007    | Spacewatch               |
| 349116 - | 2007 GS37                | 25 aprile 2000    | Spacewatch               |
| 349117 - | 2007 GC71                | 15 aprile 2007    | Mt. Lemmon Survey        |
| 349118 - | 2007 GK74                | 14 marzo 2007     | Siding Spring Survey     |
| 349119 - | 2007 HN2                 | 16 aprile 2007    | Mt. Lemmon Survey        |
| 349120 - | 2007 HS8                 | 18 aprile 2007    | Mt. Lemmon Survey        |
| 349121 - | 2007 HB11                | 18 aprile 2007    | Spacewatch               |
| 349122 - | 2007 HJ20                | 18 aprile 2007    | Spacewatch               |
| 349123 - | 2007 HS22                | 21 novembre 2005  | Spacewatch               |
| 349124 - | 2007 HW23                | 18 aprile 2007    | Spacewatch               |
| 349125 - | 2007 HZ40                | 20 aprile 2007    | Spacewatch               |
| 349126 - | 2007 HE50                | 20 aprile 2007    | Spacewatch               |
| 349127 - | 2007 HA67                | 22 aprile 2007    | Mt. Lemmon Survey        |
| 349128 - | 2007 HF71                | 15 marzo 2007     | Mt. Lemmon Survey        |
| 349129 - | 2007 HH72                | 22 aprile 2007    | Spacewatch               |
| 349130 - | 2007 HM73                | 22 aprile 2007    | Spacewatch               |
| 349131 - | 2007 HR80                | 25 aprile 2007    | Mt. Lemmon Survey        |
| 349132 - | 2007 HW81                | 25 aprile 2007    | Spacewatch               |
| 349133 - | 2007 JB                  | 25 gennaio 2007   | Siding Spring Survey     |
| 349134 - | 2007 JN1                 | 7 maggio 2007     | Spacewatch               |
| 349135 - | 2007 JT14                | 10 maggio 2007    | Mt. Lemmon Survey        |
| 349136 - | 2007 JH17                | 7 maggio 2007     | Spacewatch               |
| 349137 - | 2007 JS24                | 25 aprile 2007    | Mt. Lemmon Survey        |
| 349138 - | 2007 JT27                | 10 maggio 2007    | LONEOS                   |
| 349139 - | 2007 JX30                | 11 maggio 2007    | Mt. Lemmon Survey        |
| 349140 - | 2007 JD34                | 9 maggio 2007     | CSS                      |
| 349141 - | 2007 KX6                 | 26 maggio 2007    | Siding Spring Survey     |
| 349142 - | 2007 KO9                 | 26 maggio 2007    | Mt. Lemmon Survey        |
| 349143 - | 2007 LC1                 | 8 giugno 2007     | Spacewatch               |
| 349144 - | 2007 LL7                 | 8 giugno 2007     | Spacewatch               |
| 349145 - | 2007 LP25                | 27 gennaio 2001   | NEAT                     |
| 349146 - | 2007 MC3                 | 16 giugno 2007    | Spacewatch               |
| 349147 - | 2007 MU10                | 21 giugno 2007    | Mt. Lemmon Survey        |
| 349148 - | 2007 ML12                | 21 giugno 2007    | Mt. Lemmon Survey        |
| 349149 - | 2007 NY1                 | 13 luglio 2007    | OAM                      |
| 349150 - | 2007 NY5                 | 10 luglio 2007    | Siding Spring Survey     |
| 349151 - | 2007 NH6                 | 10 luglio 2007    | Siding Spring Survey     |
| 349152 - | 2007 OM2                 | 19 luglio 2007    | Hoenig, S. F., Teamo, N. |
| 349153 - | 2007 OS2                 | 20 luglio 2007    | Hoenig, S. F., Teamo, N. |
| 349154 - | 2007 OF6                 | 22 luglio 2007    | LUSS                     |
| 349155 - | 2007 PS5                 | 6 agosto 2007     | LUSS                     |
| 349156 - | 2007 PV9                 | 9 agosto 2007     | LINEAR                   |
| 349157 - | 2007 PJ12                | 5 agosto 2007     | LINEAR                   |
| 349158 - | 2007 PS16                | 8 agosto 2007     | LINEAR                   |
| 349159 - | 2007 PA28                | 14 agosto 2007    | Hoenig, S. F., Teamo, N. |
| 349160 - | 2007 PB29                | 15 agosto 2007    | Hoenig, S. F., Teamo, N. |
| 349161 - | 2007 PN37                | 13 agosto 2007    | LINEAR                   |
| 349162 - | 2007 PX37                | 13 agosto 2007    | LINEAR                   |
| 349163 - | 2007 PA40                | 15 agosto 2007    | Siding Spring Survey     |
| 349164 - | 2007 PL40                | 13 agosto 2007    | LINEAR                   |
| 349165 - | 2007 PT44                | 8 agosto 2007     | LINEAR                   |
| 349166 - | 2007 PP50                | 10 agosto 2007    | Spacewatch               |
| 349167 - | 2007 QB6                 | 18 settembre 2003 | Spacewatch               |
| 349168 - | 2007 QW12                | 23 agosto 2007    | Spacewatch               |
| 349169 - | 2007 QY16                | 16 agosto 2007    | LINEAR                   |
| 349170 - | 2007 RT7                 | 5 settembre 2007  | OAM                      |
| 349171 - | 2007 RG8                 | 5 settembre 2007  | Kocher, P.               |
| 349172 - | 2007 RX22                | 3 settembre 2007  | CSS                      |
| 349173 - | 2007 RT38                | 12 agosto 2007    | LINEAR                   |
| 349174 - | 2007 RV56                | 9 settembre 2007  | Spacewatch               |
| 349175 - | 2007 RB57                | 9 settembre 2007  | Spacewatch               |
| 349176 - | 2007 RD67                | 27 settembre 2003 | Spacewatch               |
| 349177 - | 2007 RU71                | 10 settembre 2007 | Spacewatch               |
| 349178 - | 2007 RX74                | 10 settembre 2007 | Mt. Lemmon Survey        |
| 349179 - | 2007 RG94                | 10 settembre 2007 | Spacewatch               |
| 349180 - | 2007 RA103               | 11 settembre 2007 | CSS                      |
| 349181 - | 2007 RY105               | 11 settembre 2007 | CSS                      |
| 349182 - | 2007 RT112               | 11 settembre 2007 | Spacewatch               |
| 349183 - | 2007 RX112               | 26 settembre 1995 | Spacewatch               |
| 349184 - | 2007 RR125               | 12 settembre 2007 | CSS                      |
| 349185 - | 2007 RN130               | 12 settembre 2007 | Mt. Lemmon Survey        |
| 349186 - | 2007 RX141               | 13 settembre 2007 | LINEAR                   |
| 349187 - | 2007 RQ147               | 11 settembre 2007 | PMO NEO Survey Program   |
| 349188 - | 2007 RV149               | 12 settembre 2007 | CSS                      |
| 349189 - | 2007 RQ157               | 11 settembre 2007 | PMO NEO Survey Program   |
| 349190 - | 2007 RC167               | 10 settembre 2007 | Spacewatch               |
| 349191 - | 2007 RD172               | 10 settembre 2007 | Spacewatch               |
| 349192 - | 2007 RL174               | 10 settembre 2007 | Spacewatch               |
| 349193 - | 2007 RE178               | 10 settembre 2007 | Spacewatch               |
| 349194 - | 2007 RJ181               | 11 settembre 2007 | Mt. Lemmon Survey        |
| 349195 - | 2007 RF189               | 10 settembre 2007 | Spacewatch               |
| 349196 - | 2007 RR204               | 9 settembre 2007  | Spacewatch               |
| 349197 - | 2007 RH210               | 10 settembre 2007 | Spacewatch               |
| 349198 - | 2007 RJ211               | 11 settembre 2007 | CSS                      |
| 349199 - | 2007 RC228               | 10 settembre 2007 | Mt. Lemmon Survey        |
| 349200 - | 2007 RT232               | 5 settembre 2007  | LONEOS                   |

## 349201-349300
| Nome              | Designazione provvisoria | Data di scoperta  | Scopritore                        |
| ----------------- | ------------------------ | ----------------- | --------------------------------- |
| 349201 -          | 2007 RZ239               | 14 settembre 2007 | CSS                               |
| 349202 -          | 2007 RZ245               | 12 settembre 2007 | CSS                               |
| 349203 -          | 2007 RQ247               | 13 settembre 2007 | CSS                               |
| 349204 -          | 2007 RA256               | 14 settembre 2007 | CSS                               |
| 349205 -          | 2007 RU257               | 14 settembre 2007 | Spacewatch                        |
| 349206 -          | 2007 RZ269               | 15 settembre 2007 | Spacewatch                        |
| 349207 -          | 2007 RM273               | 15 settembre 2007 | Spacewatch                        |
| 349208 -          | 2007 RY278               | 5 settembre 2007  | Siding Spring Survey              |
| 349209 -          | 2007 RK281               | 13 settembre 2007 | CSS                               |
| 349210 -          | 2007 RP288               | 13 settembre 2007 | CSS                               |
| 349211 -          | 2007 RF294               | 13 settembre 2007 | Spacewatch                        |
| 349212 -          | 2007 RF302               | 14 settembre 2007 | Mt. Lemmon Survey                 |
| 349213 -          | 2007 RB303               | 10 settembre 2007 | Mt. Lemmon Survey                 |
| 349214 -          | 2007 RE308               | 11 settembre 2007 | Spacewatch                        |
| 349215 -          | 2007 RG312               | 12 settembre 2007 | CSS                               |
| 349216 -          | 2007 RO312               | 13 settembre 2007 | CSS                               |
| 349217 -          | 2007 RD314               | 10 maggio 2002    | NEAT                              |
| 349218 -          | 2007 RX315               | 13 settembre 2007 | LONEOS                            |
| 349219 -          | 2007 SV11                | 27 settembre 2007 | Mt. Lemmon Survey                 |
| 349220 -          | 2007 SD13                | 19 settembre 2007 | Spacewatch                        |
| 349221 -          | 2007 SO16                | 30 settembre 2007 | Spacewatch                        |
| 349222 -          | 2007 TW4                 | 2 ottobre 2007    | Astronomical Research Observatory |
| 349223 -          | 2007 TB8                 | 18 novembre 2003  | Spacewatch                        |
| 349224 -          | 2007 TD10                | 12 settembre 2007 | Mt. Lemmon Survey                 |
| 349225 -          | 2007 TL14                | 7 ottobre 2007    | Ries, W.                          |
| 349226 -          | 2007 TK22                | 8 ottobre 2007    | Spacewatch                        |
| 349227 -          | 2007 TW25                | 4 ottobre 2007    | Spacewatch                        |
| 349228 -          | 2007 TC28                | 4 ottobre 2007    | Spacewatch                        |
| 349229 -          | 2007 TH31                | 4 ottobre 2007    | Spacewatch                        |
| 349230 -          | 2007 TU31                | 5 ottobre 2007    | Siding Spring Survey              |
| 349231 -          | 2007 TB34                | 6 ottobre 2007    | Spacewatch                        |
| 349232 -          | 2007 TY34                | 6 ottobre 2007    | Spacewatch                        |
| 349233 -          | 2007 TL43                | 7 ottobre 2007    | Mt. Lemmon Survey                 |
| 349234 -          | 2007 TY44                | 7 ottobre 2007    | CSS                               |
| 349235 -          | 2007 TC48                | 4 ottobre 2007    | Spacewatch                        |
| 349236 -          | 2007 TN48                | 4 ottobre 2007    | Spacewatch                        |
| 349237 Quaglietti | 2007 TH69                | 13 ottobre 2007   | Casulli, V. S.                    |
| 349238 -          | 2007 TE77                | 5 ottobre 2007    | Spacewatch                        |
| 349239 -          | 2007 TX83                | 8 ottobre 2007    | CSS                               |
| 349240 -          | 2007 TV86                | 8 ottobre 2007    | Mt. Lemmon Survey                 |
| 349241 -          | 2007 TQ87                | 8 ottobre 2007    | Mt. Lemmon Survey                 |
| 349242 -          | 2007 TE92                | 4 ottobre 2007    | PMO NEO Survey Program            |
| 349243 -          | 2007 TB105               | 13 marzo 2005     | Spacewatch                        |
| 349244 -          | 2007 TV109               | 7 ottobre 2007    | CSS                               |
| 349245 -          | 2007 TW111               | 8 ottobre 2007    | CSS                               |
| 349246 -          | 2007 TA113               | 8 ottobre 2007    | CSS                               |
| 349247 -          | 2007 TH113               | 8 ottobre 2007    | LONEOS                            |
| 349248 -          | 2007 TF120               | 8 ottobre 2007    | LONEOS                            |
| 349249 -          | 2007 TE121               | 5 ottobre 2007    | Spacewatch                        |
| 349250 -          | 2007 TT122               | 6 ottobre 2007    | Spacewatch                        |
| 349251 -          | 2007 TT127               | 6 ottobre 2007    | Spacewatch                        |
| 349252 -          | 2007 TJ130               | 6 ottobre 2007    | Spacewatch                        |
| 349253 -          | 2007 TX130               | 7 ottobre 2007    | Spacewatch                        |
| 349254 -          | 2007 TY138               | 9 ottobre 2007    | CSS                               |
| 349255 -          | 2007 TK151               | 9 ottobre 2007    | LINEAR                            |
| 349256 -          | 2007 TJ152               | 9 ottobre 2007    | LINEAR                            |
| 349257 -          | 2007 TY152               | 9 ottobre 2007    | LINEAR                            |
| 349258 -          | 2007 TB153               | 9 ottobre 2007    | LINEAR                            |
| 349259 -          | 2007 TH168               | 12 ottobre 2007   | LINEAR                            |
| 349260 -          | 2007 TS175               | 4 ottobre 2007    | Spacewatch                        |
| 349261 -          | 2007 TG180               | 8 ottobre 2007    | Spacewatch                        |
| 349262 -          | 2007 TD184               | 9 ottobre 2007    | PMO NEO Survey Program            |
| 349263 -          | 2007 TD188               | 14 ottobre 2007   | Tucker, R. A.                     |
| 349264 -          | 2007 TW191               | 4 ottobre 2007    | CSS                               |
| 349265 -          | 2007 TN200               | 8 ottobre 2007    | Mt. Lemmon Survey                 |
| 349266 -          | 2007 TF202               | 8 ottobre 2007    | Mt. Lemmon Survey                 |
| 349267 -          | 2007 TK208               | 10 ottobre 2007   | Mt. Lemmon Survey                 |
| 349268 -          | 2007 TS211               | 7 ottobre 2007    | Spacewatch                        |
| 349269 -          | 2007 TN219               | 11 settembre 2007 | Mt. Lemmon Survey                 |
| 349270 -          | 2007 TS227               | 8 ottobre 2007    | Spacewatch                        |
| 349271 -          | 2007 TU233               | 8 ottobre 2007    | Spacewatch                        |
| 349272 -          | 2007 TJ266               | 12 ottobre 2007   | Spacewatch                        |
| 349273 -          | 2007 TH268               | 9 ottobre 2007    | Spacewatch                        |
| 349274 -          | 2007 TY289               | 12 ottobre 2007   | CSS                               |
| 349275 -          | 2007 TY293               | 14 settembre 2007 | Mt. Lemmon Survey                 |
| 349276 -          | 2007 TB311               | 11 ottobre 2007   | Spacewatch                        |
| 349277 -          | 2007 TH319               | 12 ottobre 2007   | Spacewatch                        |
| 349278 -          | 2007 TF324               | 25 settembre 2007 | Mt. Lemmon Survey                 |
| 349279 -          | 2007 TK331               | 11 ottobre 2007   | Spacewatch                        |
| 349280 -          | 2007 TJ335               | 18 settembre 2007 | Mt. Lemmon Survey                 |
| 349281 -          | 2007 TV338               | 15 ottobre 2007   | Spacewatch                        |
| 349282 -          | 2007 TK358               | 9 settembre 2007  | Spacewatch                        |
| 349283 -          | 2007 TF359               | 14 ottobre 2007   | Mt. Lemmon Survey                 |
| 349284 -          | 2007 TN365               | 10 settembre 2007 | Mt. Lemmon Survey                 |
| 349285 -          | 2007 TG366               | 9 ottobre 2007    | CSS                               |
| 349286 -          | 2007 TW371               | 9 marzo 2005      | Mt. Lemmon Survey                 |
| 349287 -          | 2007 TX372               | 14 ottobre 2007   | Mt. Lemmon Survey                 |
| 349288 -          | 2007 TP377               | 11 ottobre 2007   | Spacewatch                        |
| 349289 -          | 2007 TY381               | 14 ottobre 2007   | Spacewatch                        |
| 349290 -          | 2007 TA386               | 15 ottobre 2007   | CSS                               |
| 349291 -          | 2007 TV387               | 13 ottobre 2007   | Spacewatch                        |
| 349292 -          | 2007 TD408               | 10 settembre 2007 | Mt. Lemmon Survey                 |
| 349293 -          | 2007 TN410               | 13 ottobre 2007   | LONEOS                            |
| 349294 -          | 2007 TG425               | 8 ottobre 2007    | Mt. Lemmon Survey                 |
| 349295 -          | 2007 TZ426               | 9 ottobre 2007    | Spacewatch                        |
| 349296 -          | 2007 TH433               | 9 ottobre 2007    | Mt. Lemmon Survey                 |
| 349297 -          | 2007 TW447               | 14 ottobre 2007   | LINEAR                            |
| 349298 -          | 2007 TX447               | 14 ottobre 2007   | Tucker, R. A.                     |
| 349299 -          | 2007 TE448               | 5 ottobre 2007    | Spacewatch                        |
| 349300 -          | 2007 TQ448               | 16 febbraio 2004  | Spacewatch                        |

## 349301-349400
| Nome               | Designazione provvisoria | Data di scoperta  | Scopritore             |
| ------------------ | ------------------------ | ----------------- | ---------------------- |
| 349301 -           | 2007 TX451               | 12 ottobre 2007   | CSS                    |
| 349302 -           | 2007 UF9                 | 17 ottobre 2007   | LONEOS                 |
| 349303 -           | 2007 UB10                | 17 ottobre 2007   | LONEOS                 |
| 349304 -           | 2007 UF18                | 17 ottobre 2007   | LONEOS                 |
| 349305 -           | 2007 UN31                | 19 ottobre 2007   | CSS                    |
| 349306 -           | 2007 UA41                | 16 ottobre 2007   | Spacewatch             |
| 349307 -           | 2007 UT42                | 16 ottobre 2007   | Spacewatch             |
| 349308 -           | 2007 UU45                | 19 ottobre 2007   | Spacewatch             |
| 349309 -           | 2007 UO51                | 20 ottobre 2007   | CSS                    |
| 349310 -           | 2007 UB54                | 30 ottobre 2007   | Spacewatch             |
| 349311 -           | 2007 UW56                | 30 ottobre 2007   | Mt. Lemmon Survey      |
| 349312 -           | 2007 UU58                | 30 ottobre 2007   | Mt. Lemmon Survey      |
| 349313 -           | 2007 UL68                | 30 ottobre 2007   | Spacewatch             |
| 349314 -           | 2007 UG81                | 30 ottobre 2007   | Spacewatch             |
| 349315 -           | 2007 UP90                | 30 ottobre 2007   | Mt. Lemmon Survey      |
| 349316 -           | 2007 UQ93                | 31 ottobre 2007   | Mt. Lemmon Survey      |
| 349317 -           | 2007 UY100               | 30 ottobre 2007   | Spacewatch             |
| 349318 -           | 2007 UV101               | 30 ottobre 2007   | Spacewatch             |
| 349319 -           | 2007 UN103               | 30 ottobre 2007   | Mt. Lemmon Survey      |
| 349320 -           | 2007 UO104               | 30 ottobre 2007   | Spacewatch             |
| 349321 -           | 2007 UJ109               | 30 ottobre 2007   | Spacewatch             |
| 349322 -           | 2007 UQ110               | 30 ottobre 2007   | Mt. Lemmon Survey      |
| 349323 -           | 2007 UG123               | 31 ottobre 2007   | Spacewatch             |
| 349324 -           | 2007 UQ129               | 30 ottobre 2007   | Spacewatch             |
| 349325 -           | 2007 UW132               | 20 ottobre 2007   | Mt. Lemmon Survey      |
| 349326 -           | 2007 UT133               | 26 ottobre 2007   | Mt. Lemmon Survey      |
| 349327 -           | 2007 VJ                  | 1º novembre 2007  | Hug, G.                |
| 349328 -           | 2007 VJ1                 | 1º novembre 2007  | Ferrando, R.           |
| 349329 -           | 2007 VS5                 | 4 novembre 2007   | OAM                    |
| 349330 -           | 2007 VK7                 | 2 novembre 2007   | Hug, G.                |
| 349331 -           | 2007 VP11                | 20 ottobre 2007   | Mt. Lemmon Survey      |
| 349332 -           | 2007 VD28                | 2 novembre 2007   | Spacewatch             |
| 349333 -           | 2007 VJ43                | 4 novembre 2007   | Mt. Lemmon Survey      |
| 349334 -           | 2007 VS45                | 1º novembre 2007  | Spacewatch             |
| 349335 -           | 2007 VV49                | 1º novembre 2007  | Spacewatch             |
| 349336 -           | 2007 VT56                | 1º novembre 2007  | Spacewatch             |
| 349337 -           | 2007 VZ56                | 1º novembre 2007  | Spacewatch             |
| 349338 -           | 2007 VH59                | 1º novembre 2007  | Spacewatch             |
| 349339 -           | 2007 VW76                | 3 novembre 2007   | Spacewatch             |
| 349340 -           | 2007 VU80                | 4 novembre 2007   | Spacewatch             |
| 349341 -           | 2007 VE82                | 5 ottobre 2002    | NEAT                   |
| 349342 -           | 2007 VV87                | 2 novembre 2007   | LINEAR                 |
| 349343 -           | 2007 VU93                | 19 ottobre 2007   | CSS                    |
| 349344 -           | 2007 VR95                | 8 novembre 2007   | LINEAR                 |
| 349345 -           | 2007 VP101               | 8 maggio 2005     | Mt. Lemmon Survey      |
| 349346 -           | 2007 VG108               | 10 settembre 2007 | Mt. Lemmon Survey      |
| 349347 -           | 2007 VQ108               | 3 novembre 2007   | Spacewatch             |
| 349348 -           | 2007 VZ117               | 4 novembre 2007   | Spacewatch             |
| 349349 -           | 2007 VG119               | 4 novembre 2007   | Mt. Lemmon Survey      |
| 349350 -           | 2007 VN119               | 5 novembre 2007   | Spacewatch             |
| 349351 -           | 2007 VD124               | 5 novembre 2007   | Spacewatch             |
| 349352 -           | 2007 VL124               | 5 novembre 2007   | Mt. Lemmon Survey      |
| 349353 -           | 2007 VP128               | 1º novembre 2007  | Mt. Lemmon Survey      |
| 349354 -           | 2007 VS136               | 4 novembre 2007   | Mt. Lemmon Survey      |
| 349355 -           | 2007 VM145               | 4 novembre 2007   | Spacewatch             |
| 349356 -           | 2007 VJ146               | 4 novembre 2007   | Spacewatch             |
| 349357 -           | 2007 VC170               | 5 novembre 2007   | PMO NEO Survey Program |
| 349358 -           | 2007 VV183               | 8 novembre 2007   | Mt. Lemmon Survey      |
| 349359 -           | 2007 VK190               | 14 novembre 2007  | BATTeRS                |
| 349360 -           | 2007 VL190               | 31 ottobre 2007   | Spacewatch             |
| 349361 -           | 2007 VQ191               | 4 novembre 2007   | Mt. Lemmon Survey      |
| 349362 -           | 2007 VC197               | 15 ottobre 2007   | Mt. Lemmon Survey      |
| 349363 -           | 2007 VW206               | 9 novembre 2007   | CSS                    |
| 349364 -           | 2007 VM209               | 7 novembre 2007   | Spacewatch             |
| 349365 -           | 2007 VT223               | 7 novembre 2007   | CSS                    |
| 349366 -           | 2007 VB227               | 11 novembre 2007  | PMO NEO Survey Program |
| 349367 -           | 2007 VL235               | 9 novembre 2007   | Spacewatch             |
| 349368 -           | 2007 VS244               | 12 novembre 2007  | Kocher, P.             |
| 349369 -           | 2007 VE272               | 11 novembre 2007  | Mt. Lemmon Survey      |
| 349370 -           | 2007 VW274               | 13 novembre 2007  | Mt. Lemmon Survey      |
| 349371 -           | 2007 VQ283               | 14 novembre 2007  | Spacewatch             |
| 349372 -           | 2007 VL301               | 15 novembre 2007  | CSS                    |
| 349373 -           | 2007 VW303               | 4 novembre 2007   | CSS                    |
| 349374 -           | 2007 VV309               | 3 novembre 2007   | Mt. Lemmon Survey      |
| 349375 -           | 2007 VY309               | 4 novembre 2007   | Mt. Lemmon Survey      |
| 349376 -           | 2007 VL310               | 7 novembre 2007   | Mt. Lemmon Survey      |
| 349377 -           | 2007 VC323               | 2 novembre 2007   | LINEAR                 |
| 349378 -           | 2007 VG326               | 3 novembre 2007   | Spacewatch             |
| 349379 -           | 2007 WR3                 | 17 novembre 2007  | OAM                    |
| 349380 -           | 2007 WX5                 | 17 novembre 2007  | LINEAR                 |
| 349381 -           | 2007 WX9                 | 17 novembre 2007  | Mt. Lemmon Survey      |
| 349382 -           | 2007 WZ33                | 4 novembre 2007   | Spacewatch             |
| 349383 -           | 2007 WN39                | 12 ottobre 2007   | Mt. Lemmon Survey      |
| 349384 -           | 2007 WF51                | 20 novembre 2007  | Mt. Lemmon Survey      |
| 349385 -           | 2007 WU55                | 29 novembre 2007  | LUSS                   |
| 349386 Randywright | 2007 WA56                | 30 novembre 2007  | Holmes, R.             |
| 349387 -           | 2007 WR61                | 16 novembre 2007  | LINEAR                 |
| 349388 -           | 2007 WC62                | 17 novembre 2007  | Mt. Lemmon Survey      |
| 349389 -           | 2007 XU2                 | 3 dicembre 2007   | Spacewatch             |
| 349390 -           | 2007 XT15                | 8 dicembre 2007   | OAM                    |
| 349391 -           | 2007 XG18                | 12 dicembre 2007  | OAM                    |
| 349392 -           | 2007 XQ28                | 19 aprile 2004    | Spacewatch             |
| 349393 -           | 2007 XR39                | 31 dicembre 2002  | LINEAR                 |
| 349394 -           | 2007 XN40                | 13 dicembre 2007  | LINEAR                 |
| 349395 -           | 2007 XX40                | 2 novembre 2007   | Spacewatch             |
| 349396 -           | 2007 XW46                | 4 dicembre 2007   | Mt. Lemmon Survey      |
| 349397 -           | 2007 XM52                | 6 dicembre 2007   | Mt. Lemmon Survey      |
| 349398 -           | 2007 XZ54                | 4 dicembre 2007   | Mt. Lemmon Survey      |
| 349399 -           | 2007 XD56                | 2 dicembre 2007   | LINEAR                 |
| 349400 -           | 2007 YK3                 | 17 dicembre 2007  | Sarneczky, K.          |

## 349401-349500
| Nome                  | Designazione provvisoria | Data di scoperta | Scopritore             |
| --------------------- | ------------------------ | ---------------- | ---------------------- |
| 349401 -              | 2007 YK11                | 17 dicembre 2007 | Mt. Lemmon Survey      |
| 349402 -              | 2007 YL12                | 17 dicembre 2007 | Mt. Lemmon Survey      |
| 349403 -              | 2007 YP13                | 17 dicembre 2007 | Mt. Lemmon Survey      |
| 349404 -              | 2007 YR13                | 17 dicembre 2007 | Mt. Lemmon Survey      |
| 349405 -              | 2007 YF26                | 18 dicembre 2007 | Mt. Lemmon Survey      |
| 349406 -              | 2007 YU27                | 18 dicembre 2007 | Spacewatch             |
| 349407 Stefaniafoglia | 2007 YY29                | 29 dicembre 2007 | Suno                   |
| 349408 -              | 2007 YQ32                | 28 dicembre 2007 | Spacewatch             |
| 349409 -              | 2007 YS41                | 30 dicembre 2007 | Spacewatch             |
| 349410 -              | 2007 YD42                | 30 dicembre 2007 | Spacewatch             |
| 349411 -              | 2007 YT48                | 28 dicembre 2007 | Spacewatch             |
| 349412 -              | 2007 YC49                | 28 dicembre 2007 | Spacewatch             |
| 349413 -              | 2007 YT54                | 31 dicembre 2007 | CSS                    |
| 349414 -              | 2007 YA66                | 30 dicembre 2007 | CSS                    |
| 349415 -              | 2007 YH68                | 30 dicembre 2007 | Spacewatch             |
| 349416 -              | 2008 AL5                 | 4 novembre 2007  | Spacewatch             |
| 349417 -              | 2008 AF7                 | 10 gennaio 2008  | Mt. Lemmon Survey      |
| 349418 -              | 2008 AB10                | 10 gennaio 2008  | Mt. Lemmon Survey      |
| 349419 -              | 2008 AO19                | 10 gennaio 2008  | Mt. Lemmon Survey      |
| 349420 -              | 2008 AX19                | 10 gennaio 2008  | CSS                    |
| 349421 -              | 2008 AJ22                | 10 gennaio 2008  | Mt. Lemmon Survey      |
| 349422 -              | 2008 AG29                | 5 gennaio 2008   | PMO NEO Survey Program |
| 349423 -              | 2008 AK37                | 10 gennaio 2008  | Spacewatch             |
| 349424 -              | 2008 AE42                | 10 gennaio 2008  | CSS                    |
| 349425 -              | 2008 AD46                | 5 novembre 2007  | Spacewatch             |
| 349426 -              | 2008 AJ46                | 11 gennaio 2008  | Spacewatch             |
| 349427 -              | 2008 AJ57                | 11 gennaio 2008  | Spacewatch             |
| 349428 -              | 2008 AZ67                | 11 gennaio 2008  | Spacewatch             |
| 349429 -              | 2008 AO69                | 11 gennaio 2008  | Spacewatch             |
| 349430 -              | 2008 AT84                | 10 gennaio 2008  | CSS                    |
| 349431 -              | 2008 AN85                | 13 gennaio 2008  | Spacewatch             |
| 349432 -              | 2008 AV109               | 15 gennaio 2008  | Spacewatch             |
| 349433 -              | 2008 AW109               | 15 gennaio 2008  | Spacewatch             |
| 349434 -              | 2008 AL134               | 1º gennaio 2008  | Mt. Lemmon Survey      |
| 349435 -              | 2008 AJ135               | 25 marzo 2003    | NEAT                   |
| 349436 -              | 2008 AL135               | 11 gennaio 2008  | CSS                    |
| 349437 -              | 2008 BP                  | 16 ottobre 2006  | CSS                    |
| 349438 -              | 2008 BA1                 | 16 gennaio 2008  | Mt. Lemmon Survey      |
| 349439 -              | 2008 BF1                 | 16 gennaio 2008  | Mt. Lemmon Survey      |
| 349440 -              | 2008 BQ2                 | 19 gennaio 2008  | Mt. Lemmon Survey      |
| 349441 -              | 2008 BB4                 | 16 gennaio 2008  | Spacewatch             |
| 349442 -              | 2008 BK22                | 31 gennaio 2008  | Mt. Lemmon Survey      |
| 349443 -              | 2008 BT36                | 30 gennaio 2008  | CSS                    |
| 349444 -              | 2008 BM39                | 30 gennaio 2008  | CSS                    |
| 349445 -              | 2008 BH50                | 30 dicembre 2007 | Spacewatch             |
| 349446 -              | 2008 CA2                 | 1º febbraio 2008 | OAM                    |
| 349447 -              | 2008 CM8                 | 2 febbraio 2008  | CSS                    |
| 349448 -              | 2008 CJ54                | 11 gennaio 2008  | Lulin                  |
| 349449 -              | 2008 CS59                | 7 febbraio 2008  | Mt. Lemmon Survey      |
| 349450 -              | 2008 CF69                | 8 febbraio 2008  | Bickel, W.             |
| 349451 -              | 2008 CH69                | 8 febbraio 2008  | Dillon, W. G.          |
| 349452 -              | 2008 CK71                | 6 febbraio 2008  | CSS                    |
| 349453 -              | 2008 CD76                | 3 febbraio 2008  | Spacewatch             |
| 349454 -              | 2008 CK79                | 7 febbraio 2008  | Spacewatch             |
| 349455 -              | 2008 CL85                | 7 febbraio 2008  | Spacewatch             |
| 349456 -              | 2008 CZ93                | 8 febbraio 2008  | Mt. Lemmon Survey      |
| 349457 -              | 2008 CT114               | 31 agosto 2005   | Spacewatch             |
| 349458 -              | 2008 CP117               | 11 febbraio 2008 | Kugel, F.              |
| 349459 -              | 2008 CH118               | 11 febbraio 2008 | OAM                    |
| 349460 -              | 2008 CH128               | 8 febbraio 2008  | Spacewatch             |
| 349461 -              | 2008 CQ134               | 8 febbraio 2008  | Mt. Lemmon Survey      |
| 349462 -              | 2008 CS136               | 8 febbraio 2008  | Mt. Lemmon Survey      |
| 349463 -              | 2008 CB137               | 8 febbraio 2008  | Mt. Lemmon Survey      |
| 349464 -              | 2008 CN137               | 8 febbraio 2008  | Spacewatch             |
| 349465 -              | 2008 CT149               | 9 febbraio 2008  | Spacewatch             |
| 349466 -              | 2008 CO163               | 10 febbraio 2008 | CSS                    |
| 349467 -              | 2008 CE168               | 11 febbraio 2008 | Mt. Lemmon Survey      |
| 349468 -              | 2008 CV175               | 6 febbraio 2008  | LINEAR                 |
| 349469 -              | 2008 CW175               | 6 febbraio 2008  | LINEAR                 |
| 349470 -              | 2008 CT181               | 9 febbraio 2008  | Siding Spring Survey   |
| 349471 -              | 2008 CP188               | 10 febbraio 2008 | CSS                    |
| 349472 -              | 2008 CD212               | 6 luglio 2005    | Spacewatch             |
| 349473 -              | 2008 CF214               | 11 febbraio 2008 | LINEAR                 |
| 349474 -              | 2008 DE3                 | 11 gennaio 2008  | Spacewatch             |
| 349475 -              | 2008 DA9                 | 25 febbraio 2008 | Spacewatch             |
| 349476 -              | 2008 DX23                | 26 febbraio 2008 | Mt. Lemmon Survey      |
| 349477 -              | 2008 DA24                | 26 febbraio 2008 | Spacewatch             |
| 349478 -              | 2008 DK25                | 28 febbraio 2008 | Mt. Lemmon Survey      |
| 349479 -              | 2008 DW42                | 28 febbraio 2008 | Spacewatch             |
| 349480 -              | 2008 DS72                | 26 febbraio 2008 | Mt. Lemmon Survey      |
| 349481 -              | 2008 DO73                | 27 febbraio 2008 | Mt. Lemmon Survey      |
| 349482 -              | 2008 DV73                | 27 febbraio 2008 | Mt. Lemmon Survey      |
| 349483 -              | 2008 DC88                | 18 febbraio 2008 | Mt. Lemmon Survey      |
| 349484 -              | 2008 EW9                 | 1º marzo 2008    | Spacewatch             |
| 349485 -              | 2008 EQ92                | 3 marzo 2008     | CSS                    |
| 349486 -              | 2008 EW143               | 15 marzo 2008    | Mt. Lemmon Survey      |
| 349487 -              | 2008 EZ163               | 9 marzo 2008     | LINEAR                 |
| 349488 -              | 2008 FV14                | 26 marzo 2008    | Mt. Lemmon Survey      |
| 349489 -              | 2008 FC131               | 29 marzo 2008    | Mt. Lemmon Survey      |
| 349490 -              | 2008 GG22                | 1º aprile 2008   | Spacewatch             |
| 349491 -              | 2008 GB29                | 3 aprile 2008    | CSS                    |
| 349492 -              | 2008 GB30                | 3 aprile 2008    | CSS                    |
| 349493 -              | 2008 GN39                | 4 aprile 2008    | Spacewatch             |
| 349494 -              | 2008 GK121               | 19 gennaio 2008  | Mt. Lemmon Survey      |
| 349495 -              | 2008 JH35                | 3 maggio 2008    | Siding Spring Survey   |
| 349496 -              | 2008 KZ34                | 27 maggio 2008   | Spacewatch             |
| 349497 -              | 2008 NK                  | 1º luglio 2008   | Spacewatch             |
| 349498 -              | 2008 ND3                 | 11 luglio 2008   | OAM                    |
| 349499 Dechirico      | 2008 OX5                 | 29 luglio 2008   | Casulli, V. S.         |
| 349500 -              | 2008 OH8                 | 29 luglio 2008   | OAM                    |

## 349501-349600
| Nome     | Designazione provvisoria | Data di scoperta  | Scopritore               |
| -------- | ------------------------ | ----------------- | ------------------------ |
| 349501 - | 2008 OT19                | 29 luglio 2008    | Spacewatch               |
| 349502 - | 2008 OR24                | 31 luglio 2008    | LINEAR                   |
| 349503 - | 2008 PW2                 | 3 agosto 2008     | Kugel, F.                |
| 349504 - | 2008 PQ11                | 9 agosto 2008     | Broughton, J.            |
| 349505 - | 2008 PE14                | 10 agosto 2008    | OAM                      |
| 349506 - | 2008 PT17                | 11 agosto 2008    | Kugel, F.                |
| 349507 - | 2008 QY                  | 21 agosto 2008    | Spacewatch               |
| 349508 - | 2008 QJ5                 | 22 agosto 2008    | Spacewatch               |
| 349509 - | 2008 QR5                 | 22 agosto 2008    | Spacewatch               |
| 349510 - | 2008 QP12                | 26 agosto 2008    | OAM                      |
| 349511 - | 2008 QR12                | 26 agosto 2008    | OAM                      |
| 349512 - | 2008 QM46                | 25 agosto 2008    | LINEAR                   |
| 349513 - | 2008 RS                  | 2 settembre 2008  | Hoenig, S. F., Teamo, N. |
| 349514 - | 2008 RM8                 | 3 settembre 2008  | Spacewatch               |
| 349515 - | 2008 RE14                | 4 settembre 2008  | Spacewatch               |
| 349516 - | 2008 RY14                | 4 settembre 2008  | Spacewatch               |
| 349517 - | 2008 RM23                | 4 settembre 2008  | LINEAR                   |
| 349518 - | 2008 RL30                | 2 settembre 2008  | Spacewatch               |
| 349519 - | 2008 RW30                | 2 settembre 2008  | Spacewatch               |
| 349520 - | 2008 RU40                | 2 settembre 2008  | Spacewatch               |
| 349521 - | 2008 RA62                | 4 settembre 2008  | Spacewatch               |
| 349522 - | 2008 RF68                | 4 settembre 2008  | Spacewatch               |
| 349523 - | 2008 RY73                | 14 ottobre 2001   | Spacewatch               |
| 349524 - | 2008 RG74                | 6 settembre 2008  | CSS                      |
| 349525 - | 2008 RL95                | 7 settembre 2008  | CSS                      |
| 349526 - | 2008 RH96                | 7 settembre 2008  | Mt. Lemmon Survey        |
| 349527 - | 2008 RS113               | 6 settembre 2008  | Spacewatch               |
| 349528 - | 2008 RN130               | 6 settembre 2008  | Mt. Lemmon Survey        |
| 349529 - | 2008 RX135               | 4 settembre 2008  | Spacewatch               |
| 349530 - | 2008 RY138               | 6 settembre 2008  | CSS                      |
| 349531 - | 2008 SQ2                 | 6 settembre 2008  | CSS                      |
| 349532 - | 2008 SF3                 | 22 settembre 2008 | LINEAR                   |
| 349533 - | 2008 SO5                 | 22 settembre 2008 | LINEAR                   |
| 349534 - | 2008 ST8                 | 22 settembre 2008 | LINEAR                   |
| 349535 - | 2008 SZ13                | 19 settembre 2008 | Spacewatch               |
| 349536 - | 2008 ST18                | 19 settembre 2008 | Spacewatch               |
| 349537 - | 2008 SG24                | 1º novembre 2005  | Mt. Lemmon Survey        |
| 349538 - | 2008 SC27                | 19 settembre 2008 | Spacewatch               |
| 349539 - | 2008 SM32                | 20 settembre 2008 | Spacewatch               |
| 349540 - | 2008 SG41                | 20 settembre 2008 | CSS                      |
| 349541 - | 2008 SS52                | 20 settembre 2008 | Mt. Lemmon Survey        |
| 349542 - | 2008 SW53                | 20 settembre 2008 | Mt. Lemmon Survey        |
| 349543 - | 2008 SM67                | 21 settembre 2008 | Spacewatch               |
| 349544 - | 2008 SM78                | 23 settembre 2008 | Mt. Lemmon Survey        |
| 349545 - | 2008 SX87                | 20 settembre 2008 | Spacewatch               |
| 349546 - | 2008 SU98                | 21 settembre 2008 | Spacewatch               |
| 349547 - | 2008 SO106               | 21 settembre 2008 | Spacewatch               |
| 349548 - | 2008 SY110               | 22 settembre 2008 | Spacewatch               |
| 349549 - | 2008 SE111               | 22 settembre 2008 | Spacewatch               |
| 349550 - | 2008 ST120               | 22 settembre 2008 | Mt. Lemmon Survey        |
| 349551 - | 2008 SA122               | 22 settembre 2008 | Mt. Lemmon Survey        |
| 349552 - | 2008 SD126               | 22 settembre 2008 | Mt. Lemmon Survey        |
| 349553 - | 2008 SE128               | 22 settembre 2008 | Spacewatch               |
| 349554 - | 2008 SU141               | 24 settembre 2008 | CSS                      |
| 349555 - | 2008 SX142               | 24 settembre 2008 | Mt. Lemmon Survey        |
| 349556 - | 2008 SL143               | 24 settembre 2008 | Mt. Lemmon Survey        |
| 349557 - | 2008 SJ145               | 26 settembre 2008 | Spacewatch               |
| 349558 - | 2008 SB147               | 24 settembre 2008 | CSS                      |
| 349559 - | 2008 SX157               | 24 settembre 2008 | LINEAR                   |
| 349560 - | 2008 SN158               | 24 settembre 2008 | LINEAR                   |
| 349561 - | 2008 SS159               | 24 settembre 2008 | LINEAR                   |
| 349562 - | 2008 SD163               | 28 settembre 2008 | LINEAR                   |
| 349563 - | 2008 SY165               | 2 settembre 2008  | Spacewatch               |
| 349564 - | 2008 SE172               | 21 settembre 2008 | CSS                      |
| 349565 - | 2008 SX175               | 23 settembre 2008 | CSS                      |
| 349566 - | 2008 SC182               | 24 settembre 2008 | Mt. Lemmon Survey        |
| 349567 - | 2008 SP184               | 24 settembre 2008 | Spacewatch               |
| 349568 - | 2008 SQ185               | 12 marzo 2007     | Spacewatch               |
| 349569 - | 2008 SN199               | 26 settembre 2008 | Spacewatch               |
| 349570 - | 2008 SP203               | 26 settembre 2008 | Spacewatch               |
| 349571 - | 2008 SH235               | 28 settembre 2008 | Mt. Lemmon Survey        |
| 349572 - | 2008 SZ235               | 28 settembre 2008 | Mt. Lemmon Survey        |
| 349573 - | 2008 SR240               | 29 settembre 2008 | Spacewatch               |
| 349574 - | 2008 SH241               | 29 settembre 2008 | CSS                      |
| 349575 - | 2008 SD243               | 29 settembre 2008 | Spacewatch               |
| 349576 - | 2008 SR259               | 23 settembre 2008 | Mt. Lemmon Survey        |
| 349577 - | 2008 SJ263               | 24 settembre 2008 | Spacewatch               |
| 349578 - | 2008 SC265               | 26 settembre 2008 | Spacewatch               |
| 349579 - | 2008 SM268               | 26 settembre 2008 | Spacewatch               |
| 349580 - | 2008 ST269               | 22 settembre 2008 | Mt. Lemmon Survey        |
| 349581 - | 2008 SO279               | 23 settembre 2008 | Spacewatch               |
| 349582 - | 2008 SL280               | 22 settembre 2008 | LINEAR                   |
| 349583 - | 2008 SD281               | 27 settembre 2008 | Mt. Lemmon Survey        |
| 349584 - | 2008 SO285               | 21 settembre 2008 | Mt. Lemmon Survey        |
| 349585 - | 2008 SU294               | 22 settembre 2008 | CSS                      |
| 349586 - | 2008 TQ5                 | 1º ottobre 2008   | OAM                      |
| 349587 - | 2008 TT7                 | 3 ottobre 2008    | OAM                      |
| 349588 - | 2008 TZ9                 | 4 ottobre 2008    | OAM                      |
| 349589 - | 2008 TW10                | 2 settembre 2008  | Spacewatch               |
| 349590 - | 2008 TL18                | 1º ottobre 2008   | Mt. Lemmon Survey        |
| 349591 - | 2008 TH26                | 23 settembre 2008 | CSS                      |
| 349592 - | 2008 TJ48                | 2 ottobre 2008    | Spacewatch               |
| 349593 - | 2008 TG61                | 2 ottobre 2008    | Spacewatch               |
| 349594 - | 2008 TX69                | 2 ottobre 2008    | Spacewatch               |
| 349595 - | 2008 TA70                | 2 ottobre 2008    | Spacewatch               |
| 349596 - | 2008 TE93                | 5 ottobre 2008    | OAM                      |
| 349597 - | 2008 TF95                | 6 ottobre 2008    | Spacewatch               |
| 349598 - | 2008 TT113               | 6 ottobre 2008    | Spacewatch               |
| 349599 - | 2008 TS117               | 6 ottobre 2008    | Spacewatch               |
| 349600 - | 2008 TJ131               | 8 ottobre 2008    | Mt. Lemmon Survey        |

## 349601-349700
| Nome             | Designazione provvisoria | Data di scoperta  | Scopritore        |
| ---------------- | ------------------------ | ----------------- | ----------------- |
| 349601 -         | 2008 TY140               | 9 ottobre 2008    | Mt. Lemmon Survey |
| 349602 -         | 2008 TB187               | 8 ottobre 2008    | Spacewatch        |
| 349603 -         | 2008 TH189               | 10 ottobre 2008   | Mt. Lemmon Survey |
| 349604 -         | 2008 UL1                 | 20 ottobre 2008   | Tucker, R. A.     |
| 349605 -         | 2008 UZ3                 | 23 ottobre 2008   | Bickel, W.        |
| 349606 Fleurance | 2008 UX5                 | 26 ottobre 2008   | Ory, M.           |
| 349607 -         | 2008 US15                | 18 ottobre 2008   | Spacewatch        |
| 349608 -         | 2008 UU22                | 19 ottobre 2008   | Spacewatch        |
| 349609 -         | 2008 UF23                | 20 ottobre 2008   | Spacewatch        |
| 349610 -         | 2008 UK42                | 20 ottobre 2008   | Spacewatch        |
| 349611 -         | 2008 UV51                | 20 ottobre 2008   | Spacewatch        |
| 349612 -         | 2008 UH56                | 21 ottobre 2008   | Spacewatch        |
| 349613 -         | 2008 UA66                | 21 ottobre 2008   | Spacewatch        |
| 349614 -         | 2008 UB67                | 21 ottobre 2008   | Spacewatch        |
| 349615 -         | 2008 UX74                | 21 ottobre 2008   | Spacewatch        |
| 349616 -         | 2008 UH82                | 22 ottobre 2008   | Mt. Lemmon Survey |
| 349617 -         | 2008 UD98                | 26 ottobre 2008   | LINEAR            |
| 349618 -         | 2008 UY101               | 20 ottobre 2008   | Spacewatch        |
| 349619 -         | 2008 UK112               | 22 ottobre 2008   | Spacewatch        |
| 349620 -         | 2008 UY116               | 22 ottobre 2008   | Spacewatch        |
| 349621 -         | 2008 UU132               | 23 ottobre 2008   | Spacewatch        |
| 349622 -         | 2008 UH141               | 23 ottobre 2008   | Spacewatch        |
| 349623 -         | 2008 UX143               | 23 ottobre 2008   | Spacewatch        |
| 349624 -         | 2008 UQ148               | 8 ottobre 2004    | Spacewatch        |
| 349625 -         | 2008 UA151               | 23 ottobre 2008   | Spacewatch        |
| 349626 -         | 2008 UD151               | 23 ottobre 2008   | Spacewatch        |
| 349627 -         | 2008 UY153               | 23 ottobre 2008   | Spacewatch        |
| 349628 -         | 2008 UK156               | 23 ottobre 2008   | Spacewatch        |
| 349629 -         | 2008 UN160               | 23 ottobre 2008   | Spacewatch        |
| 349630 -         | 2008 UH163               | 24 ottobre 2008   | Spacewatch        |
| 349631 -         | 2008 UV169               | 24 ottobre 2008   | CSS               |
| 349632 -         | 2008 UQ178               | 24 ottobre 2008   | Mt. Lemmon Survey |
| 349633 -         | 2008 UG182               | 24 ottobre 2008   | Mt. Lemmon Survey |
| 349634 -         | 2008 UU185               | 24 ottobre 2008   | Spacewatch        |
| 349635 -         | 2008 UJ192               | 25 ottobre 2008   | CSS               |
| 349636 -         | 2008 UG198               | 25 ottobre 2008   | LINEAR            |
| 349637 -         | 2008 UF210               | 23 ottobre 2008   | Spacewatch        |
| 349638 -         | 2008 UP216               | 24 ottobre 2008   | Mt. Lemmon Survey |
| 349639 -         | 2008 UO225               | 25 ottobre 2008   | Spacewatch        |
| 349640 -         | 2008 UA248               | 26 ottobre 2008   | Spacewatch        |
| 349641 -         | 2008 UB248               | 26 ottobre 2008   | Spacewatch        |
| 349642 -         | 2008 US250               | 27 ottobre 2008   | Spacewatch        |
| 349643 -         | 2008 UW256               | 27 ottobre 2008   | Spacewatch        |
| 349644 -         | 2008 UG260               | 7 ottobre 2008    | Mt. Lemmon Survey |
| 349645 -         | 2008 UJ270               | 28 ottobre 2008   | Spacewatch        |
| 349646 -         | 2008 UW281               | 28 ottobre 2008   | Spacewatch        |
| 349647 -         | 2008 UT294               | 29 ottobre 2008   | Spacewatch        |
| 349648 -         | 2008 US303               | 29 ottobre 2008   | Spacewatch        |
| 349649 -         | 2008 UF305               | 29 ottobre 2008   | Mt. Lemmon Survey |
| 349650 -         | 2008 UN315               | 30 ottobre 2008   | Mt. Lemmon Survey |
| 349651 -         | 2008 UT331               | 3 ottobre 2008    | Mt. Lemmon Survey |
| 349652 -         | 2008 UR335               | 20 ottobre 2008   | Spacewatch        |
| 349653 -         | 2008 UZ346               | 30 ottobre 2008   | Spacewatch        |
| 349654 -         | 2008 UB353               | 21 ottobre 2008   | Spacewatch        |
| 349655 -         | 2008 VD7                 | 1º novembre 2008  | CSS               |
| 349656 -         | 2008 VD9                 | 2 novembre 2008   | Mt. Lemmon Survey |
| 349657 -         | 2008 VD21                | 1º novembre 2008  | Mt. Lemmon Survey |
| 349658 -         | 2008 VR33                | 2 novembre 2008   | Mt. Lemmon Survey |
| 349659 -         | 2008 VK47                | 3 novembre 2008   | CSS               |
| 349660 -         | 2008 VO48                | 3 novembre 2008   | Spacewatch        |
| 349661 -         | 2008 VS48                | 3 novembre 2008   | Spacewatch        |
| 349662 -         | 2008 VL57                | 6 novembre 2008   | Mt. Lemmon Survey |
| 349663 -         | 2008 VZ68                | 8 novembre 2008   | Mt. Lemmon Survey |
| 349664 -         | 2008 VR70                | 7 novembre 2008   | Mt. Lemmon Survey |
| 349665 -         | 2008 VL74                | 8 novembre 2008   | Mt. Lemmon Survey |
| 349666 -         | 2008 VC80                | 1º novembre 2008  | Mt. Lemmon Survey |
| 349667 -         | 2008 WN10                | 18 novembre 2008  | OAM               |
| 349668 -         | 2008 WH11                | 18 novembre 2008  | CSS               |
| 349669 -         | 2008 WA32                | 19 novembre 2008  | Mt. Lemmon Survey |
| 349670 -         | 2008 WF59                | 22 novembre 2008  | Ferrando, R.      |
| 349671 -         | 2008 WY66                | 18 novembre 2008  | Spacewatch        |
| 349672 -         | 2008 WR68                | 18 novembre 2008  | Spacewatch        |
| 349673 -         | 2008 WB74                | 19 novembre 2008  | Mt. Lemmon Survey |
| 349674 -         | 2008 WH76                | 20 novembre 2008  | Spacewatch        |
| 349675 -         | 2008 WD77                | 29 settembre 2008 | Mt. Lemmon Survey |
| 349676 -         | 2008 WZ79                | 20 novembre 2008  | Spacewatch        |
| 349677 -         | 2008 WF82                | 20 novembre 2008  | Spacewatch        |
| 349678 -         | 2008 WO83                | 20 novembre 2008  | Spacewatch        |
| 349679 -         | 2008 WE88                | 21 novembre 2008  | Mt. Lemmon Survey |
| 349680 -         | 2008 WU88                | 21 novembre 2008  | Spacewatch        |
| 349681 -         | 2008 WE89                | 21 novembre 2008  | Mt. Lemmon Survey |
| 349682 -         | 2008 WC90                | 22 novembre 2008  | Mt. Lemmon Survey |
| 349683 -         | 2008 WP90                | 22 novembre 2008  | Mt. Lemmon Survey |
| 349684 -         | 2008 WY98                | 24 novembre 2008  | OAM               |
| 349685 -         | 2008 WA108               | 30 novembre 2008  | CSS               |
| 349686 -         | 2008 WS110               | 30 novembre 2008  | Spacewatch        |
| 349687 -         | 2008 WD113               | 30 novembre 2008  | Spacewatch        |
| 349688 -         | 2008 WN115               | 30 novembre 2008  | Spacewatch        |
| 349689 -         | 2008 WP118               | 30 novembre 2008  | Mt. Lemmon Survey |
| 349690 -         | 2008 WG127               | 19 novembre 2008  | LINEAR            |
| 349691 -         | 2008 WC136               | 19 novembre 2008  | Spacewatch        |
| 349692 -         | 2008 WX139               | 21 novembre 2008  | Mt. Lemmon Survey |
| 349693 -         | 2008 XS2                 | 6 dicembre 2008   | Mt. Lemmon Survey |
| 349694 -         | 2008 XF3                 | 7 dicembre 2008   | Mt. Lemmon Survey |
| 349695 -         | 2008 XA4                 | 2 dicembre 2008   | LINEAR            |
| 349696 -         | 2008 XS4                 | 3 dicembre 2008   | LINEAR            |
| 349697 -         | 2008 XC11                | 1º dicembre 2008  | CSS               |
| 349698 -         | 2008 XV21                | 1º dicembre 2008  | Spacewatch        |
| 349699 -         | 2008 XW22                | 3 dicembre 2008   | Spacewatch        |
| 349700 -         | 2008 XG34                | 10 agosto 2007    | Spacewatch        |

## 349701-349800
| Nome              | Designazione provvisoria | Data di scoperta  | Scopritore               |
| ----------------- | ------------------------ | ----------------- | ------------------------ |
| 349701 -          | 2008 XR37                | 2 dicembre 2008   | Spacewatch               |
| 349702 -          | 2008 XJ46                | 4 dicembre 2008   | Mt. Lemmon Survey        |
| 349703 -          | 2008 XW50                | 4 dicembre 2008   | Mt. Lemmon Survey        |
| 349704 -          | 2008 XH51                | 3 dicembre 2008   | LINEAR                   |
| 349705 -          | 2008 XX51                | 3 dicembre 2008   | CSS                      |
| 349706 -          | 2008 XF52                | 4 dicembre 2008   | CSS                      |
| 349707 -          | 2008 YU2                 | 21 dicembre 2008  | Lowe, A.                 |
| 349708 -          | 2008 YY2                 | 1º dicembre 2008  | CSS                      |
| 349709 -          | 2008 YY3                 | 19 novembre 2003  | Spacewatch               |
| 349710 -          | 2008 YP5                 | 22 dicembre 2008  | Kocher, P.               |
| 349711 -          | 2008 YM8                 | 4 aprile 2002     | Spacewatch               |
| 349712 -          | 2008 YP8                 | 24 dicembre 2008  | Shandong University      |
| 349713 -          | 2008 YQ9                 | 25 dicembre 2008  | Shandong University      |
| 349714 -          | 2008 YF11                | 19 novembre 2008  | Spacewatch               |
| 349715 -          | 2008 YT16                | 21 dicembre 2008  | Mt. Lemmon Survey        |
| 349716 -          | 2008 YO26                | 24 dicembre 2008  | Kugel, F.                |
| 349717 -          | 2008 YS28                | 29 dicembre 2008  | Sarneczky, K.            |
| 349718 -          | 2008 YF37                | 22 dicembre 2008  | Spacewatch               |
| 349719 -          | 2008 YB40                | 29 dicembre 2008  | Spacewatch               |
| 349720 -          | 2008 YB44                | 29 dicembre 2008  | Spacewatch               |
| 349721 -          | 2008 YJ45                | 29 dicembre 2008  | Mt. Lemmon Survey        |
| 349722 -          | 2008 YE50                | 29 dicembre 2008  | Mt. Lemmon Survey        |
| 349723 -          | 2008 YR52                | 29 dicembre 2008  | Mt. Lemmon Survey        |
| 349724 -          | 2008 YP62                | 30 dicembre 2008  | Mt. Lemmon Survey        |
| 349725 -          | 2008 YK65                | 30 dicembre 2008  | CSS                      |
| 349726 -          | 2008 YH68                | 4 dicembre 2008   | Mt. Lemmon Survey        |
| 349727 -          | 2008 YM69                | 29 dicembre 2008  | Spacewatch               |
| 349728 -          | 2008 YF70                | 29 dicembre 2008  | Mt. Lemmon Survey        |
| 349729 -          | 2008 YF80                | 30 dicembre 2008  | Mt. Lemmon Survey        |
| 349730 -          | 2008 YV80                | 30 dicembre 2008  | Spacewatch               |
| 349731 -          | 2008 YS86                | 29 dicembre 2008  | Spacewatch               |
| 349732 -          | 2008 YB93                | 29 dicembre 2008  | Spacewatch               |
| 349733 -          | 2008 YW97                | 29 dicembre 2008  | Mt. Lemmon Survey        |
| 349734 -          | 2008 YH104               | 29 dicembre 2008  | Spacewatch               |
| 349735 -          | 2008 YU105               | 29 dicembre 2008  | Spacewatch               |
| 349736 -          | 2008 YF109               | 29 dicembre 2008  | Spacewatch               |
| 349737 -          | 2008 YU109               | 30 dicembre 2008  | Spacewatch               |
| 349738 -          | 2008 YB110               | 30 dicembre 2008  | Spacewatch               |
| 349739 -          | 2008 YJ117               | 29 dicembre 2008  | Mt. Lemmon Survey        |
| 349740 -          | 2008 YJ126               | 30 dicembre 2008  | Spacewatch               |
| 349741 -          | 2008 YM130               | 31 dicembre 2008  | Spacewatch               |
| 349742 -          | 2008 YV131               | 31 dicembre 2008  | Spacewatch               |
| 349743 -          | 2008 YB134               | 30 dicembre 2008  | Spacewatch               |
| 349744 -          | 2008 YH134               | 30 dicembre 2008  | Spacewatch               |
| 349745 -          | 2008 YG140               | 30 dicembre 2008  | Mt. Lemmon Survey        |
| 349746 -          | 2008 YG145               | 30 dicembre 2008  | Spacewatch               |
| 349747 -          | 2008 YL146               | 30 dicembre 2008  | Spacewatch               |
| 349748 -          | 2008 YD151               | 22 dicembre 2008  | Mt. Lemmon Survey        |
| 349749 -          | 2008 YJ155               | 22 dicembre 2008  | Spacewatch               |
| 349750 -          | 2008 YZ155               | 22 dicembre 2008  | CSS                      |
| 349751 -          | 2008 YQ156               | 30 dicembre 2008  | Mt. Lemmon Survey        |
| 349752 -          | 2008 YP157               | 21 dicembre 2008  | Mt. Lemmon Survey        |
| 349753 -          | 2008 YD167               | 10 settembre 2004 | Spacewatch               |
| 349754 -          | 2008 YP171               | 31 dicembre 2008  | LINEAR                   |
| 349755 -          | 2009 AE2                 | 4 gennaio 2009    | Shandong University      |
| 349756 -          | 2009 AV7                 | 25 ottobre 2008   | Mt. Lemmon Survey        |
| 349757 -          | 2009 AA13                | 2 gennaio 2009    | Mt. Lemmon Survey        |
| 349758 -          | 2009 AM13                | 2 gennaio 2009    | Mt. Lemmon Survey        |
| 349759 -          | 2009 AR17                | 2 gennaio 2009    | Spacewatch               |
| 349760 -          | 2009 AY19                | 2 gennaio 2009    | Mt. Lemmon Survey        |
| 349761 -          | 2009 AR22                | 3 gennaio 2009    | Spacewatch               |
| 349762 -          | 2009 AL25                | 2 gennaio 2009    | Spacewatch               |
| 349763 -          | 2009 AS27                | 2 gennaio 2009    | Spacewatch               |
| 349764 -          | 2009 AY28                | 8 gennaio 2009    | Spacewatch               |
| 349765 -          | 2009 AR37                | 15 gennaio 2009   | Spacewatch               |
| 349766 -          | 2009 AH43                | 7 gennaio 2009    | Young, J. W.             |
| 349767 -          | 2009 BD1                 | 17 gennaio 2009   | Hormuth, F.              |
| 349768 -          | 2009 BL1                 | 17 gennaio 2009   | LINEAR                   |
| 349769 -          | 2009 BJ6                 | 18 gennaio 2009   | LINEAR                   |
| 349770 -          | 2009 BW7                 | 21 gennaio 2009   | Lowe, A.                 |
| 349771 -          | 2009 BF8                 | 17 gennaio 2009   | LINEAR                   |
| 349772 -          | 2009 BW8                 | 17 gennaio 2009   | LINEAR                   |
| 349773 -          | 2009 BP9                 | 18 gennaio 2009   | LINEAR                   |
| 349774 -          | 2009 BG10                | 21 gennaio 2009   | Birtwhistle, P.          |
| 349775 -          | 2009 BW14                | 16 gennaio 2009   | Spacewatch               |
| 349776 -          | 2009 BV15                | 16 gennaio 2009   | Mt. Lemmon Survey        |
| 349777 -          | 2009 BS17                | 16 gennaio 2009   | Mt. Lemmon Survey        |
| 349778 -          | 2009 BQ30                | 16 gennaio 2009   | Spacewatch               |
| 349779 -          | 2009 BK34                | 16 gennaio 2009   | Spacewatch               |
| 349780 -          | 2009 BZ35                | 16 gennaio 2009   | Spacewatch               |
| 349781 -          | 2009 BX42                | 16 gennaio 2009   | Spacewatch               |
| 349782 -          | 2009 BN45                | 16 gennaio 2009   | Spacewatch               |
| 349783 -          | 2009 BR49                | 16 gennaio 2009   | Mt. Lemmon Survey        |
| 349784 -          | 2009 BA54                | 16 gennaio 2009   | Mt. Lemmon Survey        |
| 349785 Hsiaotejen | 2009 BP55                | 16 gennaio 2009   | LUSS                     |
| 349786 -          | 2009 BP60                | 17 gennaio 2009   | Spacewatch               |
| 349787 -          | 2009 BB62                | 18 gennaio 2009   | Mt. Lemmon Survey        |
| 349788 -          | 2009 BZ62                | 20 gennaio 2009   | CSS                      |
| 349789 -          | 2009 BA64                | 20 gennaio 2009   | CSS                      |
| 349790 -          | 2009 BM68                | 23 gennaio 2009   | PMO NEO Survey Program   |
| 349791 -          | 2009 BO69                | 25 gennaio 2009   | CSS                      |
| 349792 -          | 2009 BO70                | 25 gennaio 2009   | CSS                      |
| 349793 -          | 2009 BX73                | 16 gennaio 2009   | Mt. Lemmon Survey        |
| 349794 -          | 2009 BD74                | 17 gennaio 2009   | Spacewatch               |
| 349795 -          | 2009 BV76                | 27 gennaio 2009   | PMO NEO Survey Program   |
| 349796 -          | 2009 BK80                | 31 gennaio 2009   | LINEAR                   |
| 349797 -          | 2009 BK82                | 30 settembre 2003 | Sloan Digital Sky Survey |
| 349798 -          | 2009 BQ87                | 25 gennaio 2009   | Spacewatch               |
| 349799 -          | 2009 BD88                | 25 gennaio 2009   | Spacewatch               |
| 349800 -          | 2009 BN89                | 25 gennaio 2009   | Spacewatch               |

## 349801-349900
| Nome              | Designazione provvisoria | Data di scoperta  | Scopritore             |
| ----------------- | ------------------------ | ----------------- | ---------------------- |
| 349801 -          | 2009 BL94                | 25 gennaio 2009   | Spacewatch             |
| 349802 -          | 2009 BJ95                | 26 gennaio 2009   | Mt. Lemmon Survey      |
| 349803 -          | 2009 BL99                | 28 gennaio 2009   | CSS                    |
| 349804 -          | 2009 BM99                | 28 gennaio 2009   | CSS                    |
| 349805 -          | 2009 BR106               | 27 gennaio 2009   | PMO NEO Survey Program |
| 349806 -          | 2009 BE110               | 31 gennaio 2009   | Mt. Lemmon Survey      |
| 349807 -          | 2009 BQ110               | 31 gennaio 2009   | Mt. Lemmon Survey      |
| 349808 -          | 2009 BS116               | 29 gennaio 2009   | CSS                    |
| 349809 -          | 2009 BB122               | 31 gennaio 2009   | Spacewatch             |
| 349810 -          | 2009 BR131               | 27 gennaio 2009   | PMO NEO Survey Program |
| 349811 -          | 2009 BT131               | 18 gennaio 2009   | CSS                    |
| 349812 -          | 2009 BA141               | 30 gennaio 2009   | Spacewatch             |
| 349813 -          | 2009 BH145               | 30 gennaio 2009   | Spacewatch             |
| 349814 -          | 2009 BL157               | 31 gennaio 2009   | Spacewatch             |
| 349815 -          | 2009 BF158               | 31 gennaio 2009   | Spacewatch             |
| 349816 -          | 2009 BR163               | 31 gennaio 2009   | Spacewatch             |
| 349817 -          | 2009 BY165               | 31 gennaio 2009   | Spacewatch             |
| 349818 -          | 2009 BC170               | 16 gennaio 2009   | Spacewatch             |
| 349819 -          | 2009 BU174               | 25 gennaio 2009   | Spacewatch             |
| 349820 -          | 2009 BA176               | 31 gennaio 2009   | Mt. Lemmon Survey      |
| 349821 -          | 2009 BG180               | 20 gennaio 2009   | Mt. Lemmon Survey      |
| 349822 -          | 2009 BU181               | 26 gennaio 2009   | CSS                    |
| 349823 -          | 2009 BM184               | 17 gennaio 2009   | LINEAR                 |
| 349824 -          | 2009 BJ186               | 18 gennaio 2009   | Spacewatch             |
| 349825 -          | 2009 BO186               | 18 gennaio 2009   | Spacewatch             |
| 349826 -          | 2009 CU6                 | 14 febbraio 2009  | Starkenburg            |
| 349827 -          | 2009 CM7                 | 1º febbraio 2009  | CSS                    |
| 349828 -          | 2009 CU11                | 1º febbraio 2009  | Spacewatch             |
| 349829 -          | 2009 CY14                | 3 febbraio 2009   | Spacewatch             |
| 349830 -          | 2009 CO15                | 3 febbraio 2009   | Mt. Lemmon Survey      |
| 349831 -          | 2009 CW18                | 3 febbraio 2009   | Mt. Lemmon Survey      |
| 349832 -          | 2009 CV19                | 4 febbraio 2009   | Mt. Lemmon Survey      |
| 349833 -          | 2009 CJ22                | 1º febbraio 2009  | Spacewatch             |
| 349834 -          | 2009 CB23                | 1º febbraio 2009  | Spacewatch             |
| 349835 -          | 2009 CY25                | 1º febbraio 2009  | Spacewatch             |
| 349836 -          | 2009 CF26                | 1º febbraio 2009  | Spacewatch             |
| 349837 -          | 2009 CU33                | 2 febbraio 2009   | Spacewatch             |
| 349838 -          | 2009 CX36                | 3 febbraio 2009   | Spacewatch             |
| 349839 -          | 2009 CS37                | 4 febbraio 2009   | Spacewatch             |
| 349840 -          | 2009 CF43                | 14 febbraio 2009  | CSS                    |
| 349841 -          | 2009 CX48                | 14 febbraio 2009  | Mt. Lemmon Survey      |
| 349842 -          | 2009 CV49                | 14 febbraio 2009  | Mt. Lemmon Survey      |
| 349843 -          | 2009 CE52                | 14 febbraio 2009  | Mt. Lemmon Survey      |
| 349844 -          | 2009 CC55                | 19 novembre 2003  | LONEOS                 |
| 349845 -          | 2009 CY55                | 23 novembre 2008  | Mt. Lemmon Survey      |
| 349846 -          | 2009 CO59                | 5 febbraio 2009   | CSS                    |
| 349847 -          | 2009 CS61                | 4 febbraio 2009   | Mt. Lemmon Survey      |
| 349848 -          | 2009 CT62                | 1º febbraio 2009  | Spacewatch             |
| 349849 -          | 2009 CF63                | 1º febbraio 2009  | LINEAR                 |
| 349850 -          | 2009 CR65                | 2 febbraio 2009   | Spacewatch             |
| 349851 -          | 2009 DA2                 | 31 gennaio 2009   | Spacewatch             |
| 349852 -          | 2009 DN7                 | 19 febbraio 2009  | Spacewatch             |
| 349853 -          | 2009 DX15                | 16 febbraio 2009  | OAM                    |
| 349854 -          | 2009 DX18                | 20 febbraio 2009  | Spacewatch             |
| 349855 -          | 2009 DU19                | 21 febbraio 2009  | CSS                    |
| 349856 -          | 2009 DW19                | 21 febbraio 2009  | CSS                    |
| 349857 -          | 2009 DE21                | 19 febbraio 2009  | Spacewatch             |
| 349858 -          | 2009 DJ26                | 18 febbraio 2009  | LINEAR                 |
| 349859 -          | 2009 DJ35                | 20 febbraio 2009  | Spacewatch             |
| 349860 -          | 2009 DY35                | 20 febbraio 2009  | Spacewatch             |
| 349861 -          | 2009 DW41                | 19 febbraio 2009  | OAM                    |
| 349862 Modigliani | 2009 DX43                | 21 febbraio 2009  | Casulli, V. S.         |
| 349863 -          | 2009 DS47                | 28 febbraio 2009  | LINEAR                 |
| 349864 -          | 2009 DQ50                | 19 febbraio 2009  | Spacewatch             |
| 349865 -          | 2009 DG53                | 22 febbraio 2009  | Spacewatch             |
| 349866 -          | 2009 DU56                | 22 febbraio 2009  | Spacewatch             |
| 349867 -          | 2009 DY57                | 22 febbraio 2009  | Spacewatch             |
| 349868 -          | 2009 DX59                | 22 febbraio 2009  | Spacewatch             |
| 349869 -          | 2009 DD62                | 22 febbraio 2009  | Spacewatch             |
| 349870 -          | 2009 DB63                | 22 febbraio 2009  | Spacewatch             |
| 349871 -          | 2009 DO65                | 22 febbraio 2009  | CSS                    |
| 349872 -          | 2009 DZ68                | 26 febbraio 2009  | Mt. Lemmon Survey      |
| 349873 -          | 2009 DC71                | 17 febbraio 2009  | OAM                    |
| 349874 -          | 2009 DA74                | 26 febbraio 2009  | CSS                    |
| 349875 -          | 2009 DR76                | 21 febbraio 2009  | Mt. Lemmon Survey      |
| 349876 -          | 2009 DN78                | 21 febbraio 2009  | Spacewatch             |
| 349877 -          | 2009 DC81                | 24 febbraio 2009  | Spacewatch             |
| 349878 -          | 2009 DG81                | 24 febbraio 2009  | Spacewatch             |
| 349879 -          | 2009 DK81                | 24 febbraio 2009  | Spacewatch             |
| 349880 -          | 2009 DD84                | 26 febbraio 2009  | Spacewatch             |
| 349881 -          | 2009 DS84                | 26 febbraio 2009  | Spacewatch             |
| 349882 -          | 2009 DZ84                | 20 ottobre 2006   | Spacewatch             |
| 349883 -          | 2009 DJ87                | 27 febbraio 2009  | CSS                    |
| 349884 -          | 2009 DM109               | 7 aprile 2005     | Mt. Lemmon Survey      |
| 349885 -          | 2009 DT118               | 27 febbraio 2009  | Spacewatch             |
| 349886 -          | 2009 DA125               | 26 settembre 2006 | Spacewatch             |
| 349887 -          | 2009 DP125               | 19 febbraio 2009  | Spacewatch             |
| 349888 -          | 2009 DM126               | 20 febbraio 2009  | Spacewatch             |
| 349889 -          | 2009 DL129               | 27 febbraio 2009  | Spacewatch             |
| 349890 -          | 2009 DZ130               | 22 febbraio 2009  | CSS                    |
| 349891 -          | 2009 DE133               | 27 febbraio 2009  | CSS                    |
| 349892 -          | 2009 DM134               | 28 febbraio 2009  | Spacewatch             |
| 349893 -          | 2009 DP136               | 20 febbraio 2009  | Spacewatch             |
| 349894 -          | 2009 EN12                | 1º marzo 2009     | Mt. Lemmon Survey      |
| 349895 -          | 2009 ED30                | 2 marzo 2009      | Spacewatch             |
| 349896 -          | 2009 FB23                | 20 marzo 2009     | Bickel, W.             |
| 349897 -          | 2009 FM24                | 20 marzo 2009     | OAM                    |
| 349898 -          | 2009 FA28                | 22 marzo 2009     | CSS                    |
| 349899 -          | 2009 FE32                | 26 marzo 2009     | Cerro Burek            |
| 349900 -          | 2009 FM34                | 24 marzo 2009     | Spacewatch             |

## 349901-350000
| Nome     | Designazione provvisoria | Data di scoperta  | Scopritore                        |
| -------- | ------------------------ | ----------------- | --------------------------------- |
| 349901 - | 2009 FX35                | 24 marzo 2009     | Spacewatch                        |
| 349902 - | 2009 FU38                | 17 marzo 2009     | Spacewatch                        |
| 349903 - | 2009 FS43                | 30 marzo 2009     | LINEAR                            |
| 349904 - | 2009 FZ43                | 29 marzo 2009     | Bickel, W.                        |
| 349905 - | 2009 FP47                | 28 marzo 2009     | Mt. Lemmon Survey                 |
| 349906 - | 2009 FD48                | 25 marzo 2009     | Teamo, N.                         |
| 349907 - | 2009 FV68                | 31 marzo 2009     | Mt. Lemmon Survey                 |
| 349908 - | 2009 FN74                | 17 marzo 2009     | LINEAR                            |
| 349909 - | 2009 HD8                 | 17 aprile 2009    | Spacewatch                        |
| 349910 - | 2009 HQ9                 | 17 aprile 2009    | Mt. Lemmon Survey                 |
| 349911 - | 2009 HT79                | 27 aprile 2009    | Mt. Lemmon Survey                 |
| 349912 - | 2009 HN90                | 20 aprile 2009    | Mt. Lemmon Survey                 |
| 349913 - | 2009 KX8                 | 24 maggio 2009    | CSS                               |
| 349914 - | 2009 KX13                | 26 maggio 2009    | Mt. Lemmon Survey                 |
| 349915 - | 2009 QA30                | 20 agosto 2009    | CSS                               |
| 349916 - | 2009 QE59                | 28 agosto 2009    | Spacewatch                        |
| 349917 - | 2009 RB14                | 12 settembre 2009 | Spacewatch                        |
| 349918 - | 2009 SU154               | 16 agosto 2009    | Spacewatch                        |
| 349919 - | 2009 SZ166               | 22 settembre 2009 | Spacewatch                        |
| 349920 - | 2009 SC211               | 23 settembre 2009 | Spacewatch                        |
| 349921 - | 2009 SB280               | 25 settembre 2009 | Spacewatch                        |
| 349922 - | 2009 TW42                | 1º ottobre 2009   | Astronomical Research Observatory |
| 349923 - | 2009 UF8                 | 25 settembre 2009 | Spacewatch                        |
| 349924 - | 2009 UW91                | 9 marzo 2008      | Siding Spring Survey              |
| 349925 - | 2009 WC26                | 22 novembre 2009  | CSS                               |
| 349926 - | 2009 WV41                | 17 novembre 2009  | Spacewatch                        |
| 349927 - | 2009 WB50                | 19 novembre 2009  | Spacewatch                        |
| 349928 - | 2009 WD106               | 25 novembre 2009  | LINEAR                            |
| 349929 - | 2009 WT202               | 8 novembre 2009   | Spacewatch                        |
| 349930 - | 2009 XH17                | 6 febbraio 2007   | Mt. Lemmon Survey                 |
| 349931 - | 2009 XE18                | 15 dicembre 2009  | Mt. Lemmon Survey                 |
| 349932 - | 2009 XO18                | 15 dicembre 2009  | Mt. Lemmon Survey                 |
| 349933 - | 2009 YF7                 | 19 dicembre 2009  | Rabinowitz, D. L.                 |
| 349934 - | 2010 AX5                 | 5 gennaio 2010    | Spacewatch                        |
| 349935 - | 2010 AD9                 | 6 gennaio 2010    | Spacewatch                        |
| 349936 - | 2010 AC12                | 6 gennaio 2010    | Spacewatch                        |
| 349937 - | 2010 AN15                | 21 maggio 2004    | Spacewatch                        |
| 349938 - | 2010 AP29                | 8 gennaio 2010    | Mt. Lemmon Survey                 |
| 349939 - | 2010 AH50                | 8 gennaio 2010    | Spacewatch                        |
| 349940 - | 2010 AK53                | 8 gennaio 2010    | Spacewatch                        |
| 349941 - | 2010 CY2                 | 5 febbraio 2010   | Spacewatch                        |
| 349942 - | 2010 CR22                | 9 febbraio 2010   | Spacewatch                        |
| 349943 - | 2010 CO29                | 9 febbraio 2010   | Spacewatch                        |
| 349944 - | 2010 CH32                | 9 febbraio 2010   | Spacewatch                        |
| 349945 - | 2010 CD52                | 14 febbraio 2010  | WISE                              |
| 349946 - | 2010 CE62                | 9 febbraio 2010   | Spacewatch                        |
| 349947 - | 2010 CP63                | 9 febbraio 2010   | Spacewatch                        |
| 349948 - | 2010 CC69                | 10 febbraio 2010  | Spacewatch                        |
| 349949 - | 2010 CN69                | 23 aprile 2007    | Mt. Lemmon Survey                 |
| 349950 - | 2010 CL85                | 2 marzo 1995      | Spacewatch                        |
| 349951 - | 2010 CR107               | 14 febbraio 2010  | Spacewatch                        |
| 349952 - | 2010 CY107               | 14 febbraio 2010  | Spacewatch                        |
| 349953 - | 2010 CK119               | 15 febbraio 2010  | Spacewatch                        |
| 349954 - | 2010 CR123               | 6 ottobre 2000    | LONEOS                            |
| 349955 - | 2010 CO127               | 15 febbraio 2010  | Spacewatch                        |
| 349956 - | 2010 CS146               | 13 febbraio 2010  | Spacewatch                        |
| 349957 - | 2010 CM166               | 13 febbraio 2010  | Spacewatch                        |
| 349958 - | 2010 CK182               | 14 febbraio 2010  | Pan-STARRS1                       |
| 349959 - | 2010 CC222               | 8 febbraio 2010   | WISE                              |
| 349960 - | 2010 DK20                | 24 settembre 2008 | Mt. Lemmon Survey                 |
| 349961 - | 2010 DO30                | 19 febbraio 2010  | WISE                              |
| 349962 - | 2010 DP31                | 3 luglio 2005     | NEAT                              |
| 349963 - | 2010 DV31                | 17 febbraio 2010  | WISE                              |
| 349964 - | 2010 DO46                | 5 gennaio 2006    | Spacewatch                        |
| 349965 - | 2010 DP65                | 26 febbraio 2010  | WISE                              |
| 349966 - | 2010 ER7                 | 3 marzo 2010      | WISE                              |
| 349967 - | 2010 ET7                 | 3 marzo 2010      | WISE                              |
| 349968 - | 2010 ES21                | 4 marzo 2010      | Spacewatch                        |
| 349969 - | 2010 EG29                | 4 marzo 2010      | Spacewatch                        |
| 349970 - | 2010 EA35                | 10 marzo 2010     | PMO NEO Survey Program            |
| 349971 - | 2010 EE40                | 14 febbraio 2010  | Mt. Lemmon Survey                 |
| 349972 - | 2010 EW66                | 2 marzo 2006      | Spacewatch                        |
| 349973 - | 2010 EE67                | 12 marzo 2010     | CSS                               |
| 349974 - | 2010 ES77                | 10 marzo 2003     | LONEOS                            |
| 349975 - | 2010 EX85                | 11 novembre 2001  | Sloan Digital Sky Survey          |
| 349976 - | 2010 EC86                | 13 marzo 2010     | Spacewatch                        |
| 349977 - | 2010 EG90                | 26 gennaio 2006   | Spacewatch                        |
| 349978 - | 2010 EP103               | 15 marzo 2010     | Mt. Lemmon Survey                 |
| 349979 - | 2010 EO108               | 13 marzo 2010     | Mt. Lemmon Survey                 |
| 349980 - | 2010 EH110               | 12 marzo 2010     | Spacewatch                        |
| 349981 - | 2010 EQ113               | 5 marzo 2010      | CSS                               |
| 349982 - | 2010 ED121               | 28 ottobre 2008   | Mt. Lemmon Survey                 |
| 349983 - | 2010 EL123               | 15 marzo 2010     | Spacewatch                        |
| 349984 - | 2010 EG124               | 4 aprile 2003     | Spacewatch                        |
| 349985 - | 2010 ER127               | 7 marzo 2003      | LONEOS                            |
| 349986 - | 2010 ES131               | 15 marzo 2010     | Spacewatch                        |
| 349987 - | 2010 EK134               | 25 settembre 2008 | Spacewatch                        |
| 349988 - | 2010 EW140               | 17 settembre 2003 | Spacewatch                        |
| 349989 - | 2010 EO171               | 5 dicembre 2008   | Spacewatch                        |
| 349990 - | 2010 EY171               | 26 settembre 2003 | Sloan Digital Sky Survey          |
| 349991 - | 2010 FM20                | 21 giugno 2007    | Mt. Lemmon Survey                 |
| 349992 - | 2010 FD29                | 16 febbraio 2010  | Spacewatch                        |
| 349993 - | 2010 FE85                | 19 marzo 2010     | Mt. Lemmon Survey                 |
| 349994 - | 2010 FS88                | 18 marzo 2010     | Spacewatch                        |
| 349995 - | 2010 FE92                | 20 marzo 2010     | CSS                               |
| 349996 - | 2010 FU92                | 14 gennaio 2010   | WISE                              |
| 349997 - | 2010 FY98                | 9 ottobre 2007    | Spacewatch                        |
| 349998 - | 2010 GP27                | 5 aprile 2010     | Spacewatch                        |
| 349999 - | 2010 GC28                | 6 aprile 2010     | Spacewatch                        |
| 350000 - | 2010 GM28                | 6 aprile 2010     | Spacewatch                        |